# الحورة (السبرة)

تعديل مصدري - تعديل

الحورة محلة تابعة لقرية القفل، التابعة لعزلة عينان بمديرية السبرة إحدى مديريات محافظة إب في الجمهورية اليمنية.، بلغ تعداد سكانها 146نسمة حسب تعداد اليمن لعام 2004.